# Antonio Ante (kanton)
Antonio Ante – kanton w Ekwadorze, w prowincji Imbabura. Stolicą kantonu jest Atuntaqui.